# Hicham El Fatihi
Hicham El Fathi est un footballeur marocain né le 12 juin 1982 à Khémisset. Il évolue au poste d'attaquant.

## Biographie
Il inscrit 8 buts en championnat lors de la saison 2007-2008.
Il remporte la Coupe du Trône en 2010, inscrivant un but lors de la finale.

## Carrière
- 2001-2010 : Ittihad Khémisset  Maroc
- 2010- déc. 2011 : FUS de Rabat  Maroc
- déc. 2011-déc. 2013 : FAR de Rabat  Maroc
- jan. 2014-2014 : MAS de Fès  Maroc
- depuis déc. 2014 : Ittihad Khémisset  Maroc[1]

## Palmarès
- Vice-Champion du Maroc en 2008 avec l'Ittihad Khémisset
- Vainqueur de la Coupe du Trône en 2010 avec le FUS de Rabat